# Вертонген, Ян
Ян Берт Ливе Верто́нген (нидерл. Jan Bert Lieve Vertonghen, нидерландское произношение: [ˈjɑn vərˈtɔŋə(n)]; род. 24 апреля 1987[…], Синт-Никлас, Фламандский регион) — бельгийский футболист, защитник. Участник трёх чемпионатов мира (2014, 2018 и 2022) и трёх чемпионатов Европы (2016, 2020 и 2024). Рекордсмен по количеству матчей за сборную Бельгии, за которую провёл более 150 матчей.

## Детство и ранние годы
Ян Вертонген родился 24 апреля 1987 года в городе Синт-Никлас, в семье Паула и Рии Вертонгенов. У Яна также было двое братьев, старший Вард и младший Лоде. Все трое братьев Вертонгенов начали заниматься футболом в детской команде в деревушке Тилроде, недалеко от Синт-Никласа. Затем Ян в возрасте 12 лет попал в юношескую команду антверпенского «Жерминаль Беерсхота». Именно оттуда, 15-летний Вертонген в 2003 году перешёл в амстердамский «Аякс». Так как у Яна не была окончена школа, то Вертонгену пришлось поступить в школу в амстердамском районе Бейлмер. Сначала Ян прошёл юношеские команды «Аякса» B-1 и А-1, а в 2005 году был переведён в молодёжный состав амстердамцев.
1 июля 2005 года Вертонген подписал свой первый профессиональный контракт, договор с «Аяксом» был рассчитан на три года. В составе молодёжки «Аякса» в сезоне 2005/06 Ян участвовал в розыгрыше Кубка Нидерландов. Так, в матче второго раунда против «Камбюра», который состоялся 20 сентября 2005 года, Вертонген забил довольно курьёзный гол. Всё началось с того, что игрок «Аякса» Дерк Бурригтер получил травму и остался лежать на поле. Игроки «Камбюра», следуя правилам «честной игры», выбили мяч в аут. После оказания пострадавшему медицинской помощи Вертонген должен был вернуть мяч «Камбюру», однако Ян перестарался и с 50 метров отправил мяч по высокой дуге прямо в дальнюю девятку ворот «Камбюра». Таким образом «Аякс» повёл в матче 3:0, но сразу после гола тренер молодёжки «Аякса» Джон ван ден Бром попросил свою команду пропустить гол, и нападающий «Камбюра» Тейс Хаувинг просто закатил мяч в ворота «Аякса». В итоге «Аякс» всё же обыграл «Камбюр» со счётом 3:1, один мяч за амстердамцев забил Нурдин Бухари, а дублем отметился «герой матча» Вертонген.
В следующем раунде молодёжке «Аякса» предстояло встретиться с командой АГОВВ из Апелдорна. Матч состоялся 25 октября на «Амстердам Арене», но Вертонген не был заявлен на матч в качестве игрока основы, а остался на скамейке запасных. Лишь во втором тайме, при счёте 0:0, на 69-й минуте Ян появился на замену вместо Тома Калкхёйса. Основное время матча завершилось вничью 0:0, и команды должны были выявить победителя в дополнительных двух таймах по 15 минут. Лишь на 116-й минуте Олаф Линденберг открыл счёт в матче, в конечном итоге «Аякс» смог одержать победу, играя при этом в численном большинстве, так как на 83-й минуте был удалён игрок гостей.
Спустя месяц, 20 декабря, состоялся матч 1/16 финала Кубка Нидерландов, команда Вертонгена встретилась с клубом Первого дивизиона «Хелмонд Спорт». «Аякс» уже на 10-й минуте остался в меньшинстве, с поля был удалён защитник Джаспер Кок. В концовке тайма игрокам «Хелмонда» удалось открыть счёт, на 39-й минуте отличился Орландо Смекес. В самом начале второго тайма Риделл Пупон смог сравнять счёт, но спустя 12 минут «Хелмонд» вновь вышел вперёд. Но на 64-й минуте Вертонген был удалён с поля, получив вторую жёлтую карточку. Играя вдевятером, «Аякс» проиграл со счётом 2:1 и выбыл из дальнейшего розыгрыша Кубка Нидерландов.

## Клубная карьера

### «Аякс»

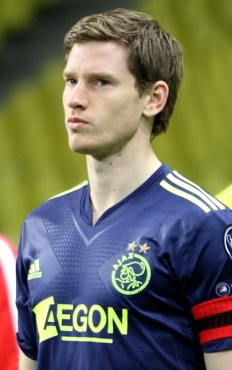
Вертонген в составе «Аякса» в 2011 году

Летом 2006 года Ян был переведён главным тренером Хенком тен Кате в основной состав команды. Официальный дебют Яна состоялся 23 августа 2006 года в матче Лиги чемпионов сезона 2006/07 против датского «Копенгагена». Вертонген вышел на замену на 61-й минуте, заменив защитника Хедвигеса Мадуро. Матч завершился гостевой победой «Копенгагена» со счётом 0:2, и несмотря на то, что в первом матче «Аякс» победил в гостях 1:2, датчане вышли в групповой этап Лиги чемпионов благодаря разнице забитых и пропущенных мячей. Вылетев из Лиги чемпионов, «Аякс» получил путёвку в розыгрыш Кубка УЕФА 2006/07. Вертонген дебютировал в кубке УЕФА 2 ноября в матче группового этапа против австрийской «Аустрии». Лишь на 78-й минуте, при счёте 3:0 в пользу амстердамцев, Ян вышел на замену вместо Уэсли Снейдера. 30 ноября Ян сыграл свой второй матч в Кубке УЕФА, в матче против испанского «Эспаньола» его команда дома уступила со счётом 0:2.
3 декабря 2006 года Вертонген дебютировал в Эредивизи в домашнем матче против «Виллема II», Ян вышел в матче с первых минут и выполнял роль центрального полузащитника. Матч завершился крупной победой амстердамцев со счётом 6:0. 3 января 2007 года Ян продлил свой контракт с «Аяксом» до 30 июня 2011 года, прежнее соглашение истекало летом 2008 года.

#### Аренда в «Валвейке»
31 января 2007 года Ян был отдан в аренду, в клуб «Валвейк». Помимо Вертонгена, «Аякс» также отдал в аренду в разные команды и других молодых игроков, а именно Донована Слейнгарда, Микаэля Крон-Дели, Риделла Пупона и Дерка Бурригтера.
3 февраля Ян дебютировал за «Валвейк» в гостевом матче против НАК’а его команда уступила со счётом 2:1. Матч также стал дебютным и для других двух новичков клуба, а именно для Энтони Ободая и Тарика Сектьюи.
Спустя семь дней, 10 февраля, Вертонген забил свой дебютный гол за клуб в матче чемпионата против «Хераклеса». Ян отличился на 35-й минуте, поразив ворота с 16 метров, а ассистентом гола стал Мартейн Рёсер. В итоге «Валвейк» дома одержал победу со счётом 2:0, но эта победа стала для клуба лишь третьей в чемпионате сезона 2006/07.
8 апреля 2007 года «Валвейк» встретился с амстердамским «Аяксом», и Ян смог принять участие в матче. Уже на 9-й минуте игрок «Аякса» Габри открыл счёт в матче, но спустя уже минуту «Валвейк» смог отыграть гол, ударом головой забил Вертонген. Спустя восемь минут после гола, Ян имел отличный момент отличиться вновь, но его удар прошёл мимо ворот. На 21-й минуте, после ошибки вратаря «Валвейка» Эрвина Лемменса, Уэсли Снейдер вновь вывел свою команду вперёд, ассистентом голевой передачи стал Клас-Ян Хюнтелар. Во втором тайме Вертонген отметился отличным ударом со штрафного, но вратарь «Аякса» Мартен Стекеленбург справился с ударом. За двадцать минут до конца матча нападающий
Лувамо Гарсия сравнял счёт в матче, «Валвейк» смог удержать ничейный счёт до конца матча.
За четыре месяца Ян провёл за клуб в чемпионате 12 матчей и забил 3 мяча, он также сыграл 6 матчей в плей-офф чемпионата за прописку в высшем дивизионе. По итогам матчей плей-офф «Валвейк» выбыл в первый дивизион Нидерландов.

### «Тоттенхэм Хотспур»

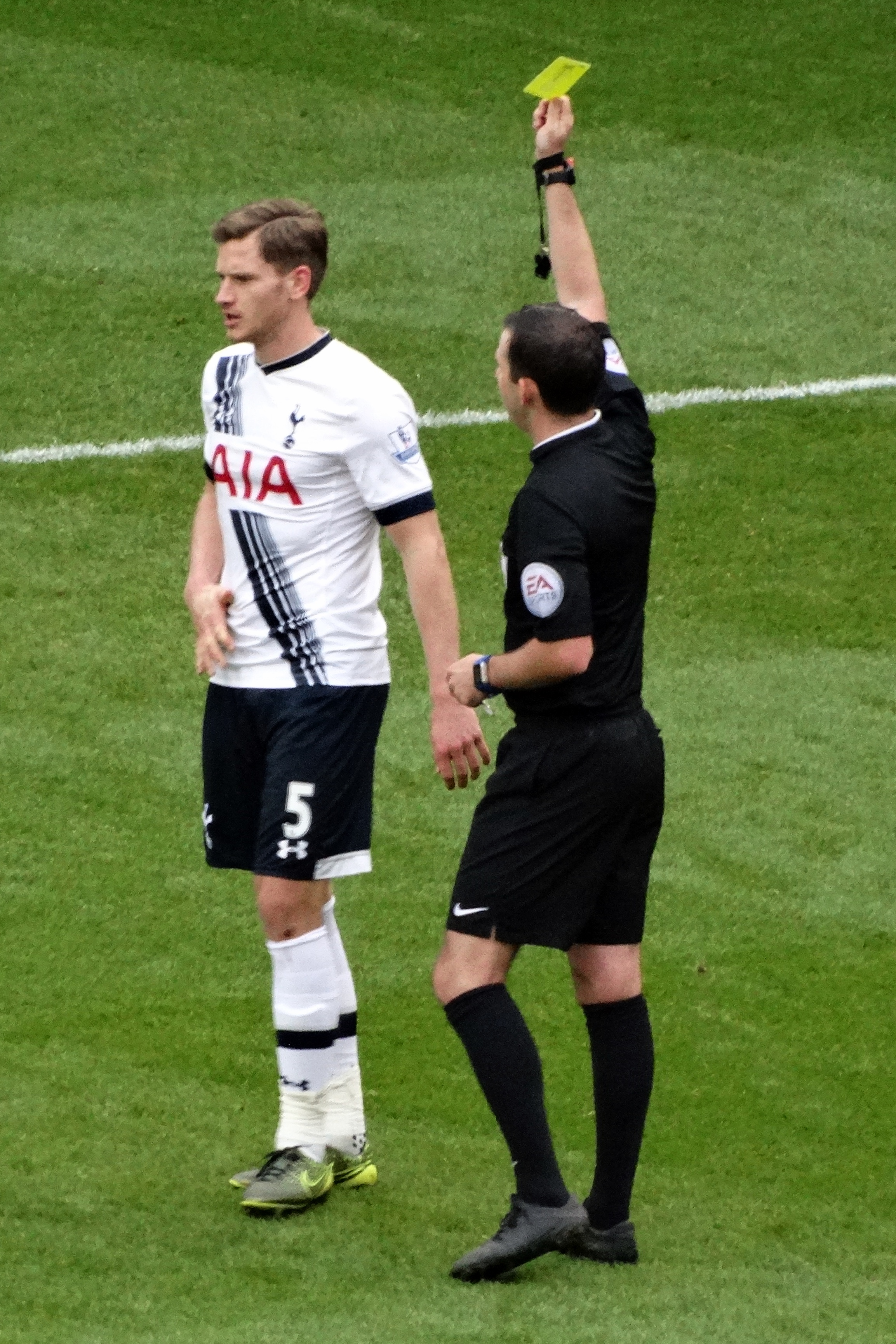
Вертонген в составе «Тоттенхэма» в 2015 году

12 июля 2012 года сайт лондонского «Тоттенхэма» сообщил о подписании контракта с Вертонгеном. 29 сентября 2012 года Ян, в шестом туре Чемпионата Англии, забил свой первый гол за «шпор» в ворота «Манчестер Юнайтед». Также свой гол забил миланскому «Интеру» в первом матче 1/8 финала Лиги Европы. Свой первый дубль сделал 10 марта против «Ливерпуля», в этом матче «шпоры» проиграли 3:2. А в марте его избрали лучшим игроком месяца в АПЛ.
27 июля 2020 года покинул клуб по истечении контракта.

### «Бенфика»
14 августа 2020 года лиссабонская «Бенфика» объявила о заключении трёхлетнего контракта с 33-летним Вертонгеном. Ян сыграл первый матч за новый клуб 15 сентября 2020 года в одноматчевом третьем квалификационном раунде Лиги чемпионов УЕФА против греческого ПАОКа (1:2).
3 декабря 2020 года в матче 5 тура группового этапа Лиги Европы забил первой гол за лиссабонскую «Бенфику» в ворота «Леха».

### «Андерлехт»
2 сентября 2022 года в качестве свободного агента подписал двухлетний контракт с клубом «Андерлехт».

## Сборная Бельгии

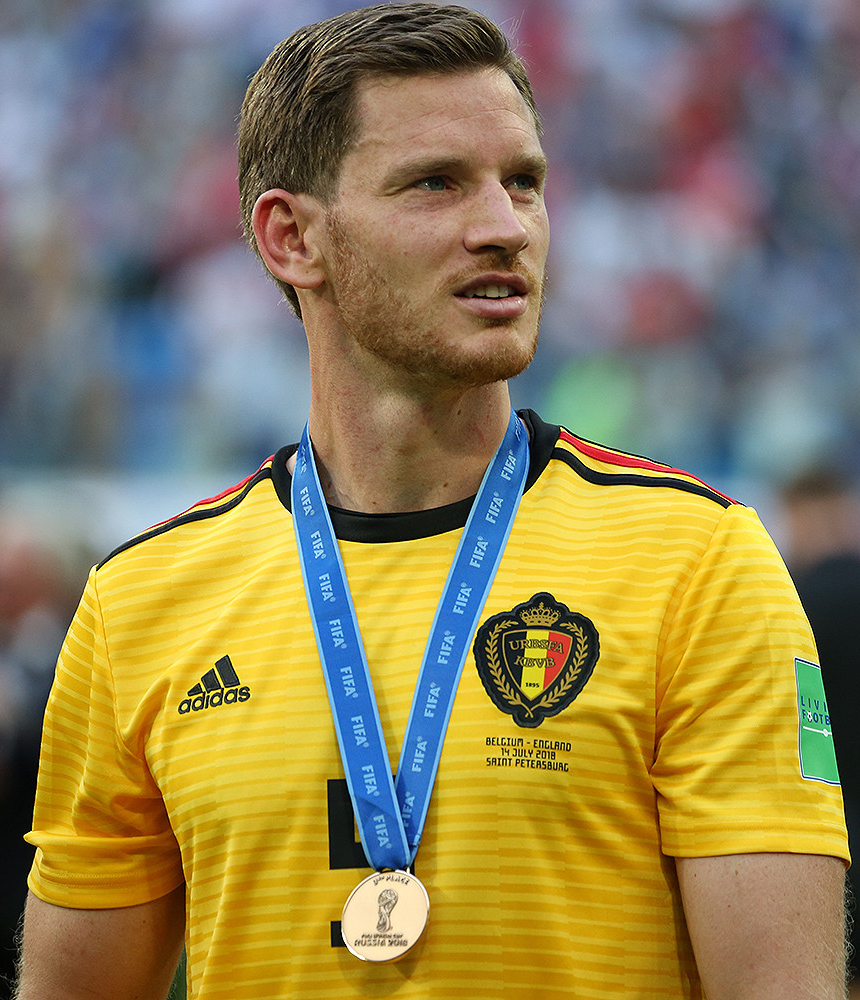
Вертонген с бронзовой медалью чемпионата мира в России (14 июля 2018 года, Санкт-Петербург)

В середине мая 2007 года Ян получил вызов в основную команду Бельгии, вместе с ним из молодёжной сборной был вызван Фарис Харун. В июне сборной Бельгии предстояло встретиться со сборной Португалией в рамках отборочного турнира к чемпионату Европы 2008 года. В матче против португальцев, который состоялся 2 июня 2007 года в Брюсселе, Ян и дебютировал, но бельгийцы дома уступили сборной Португалии со счётом 1:2.
В составе олимпийской сборной Бельгии Ян занял четвёртое место на Олимпийских играх 2008 года, в матче за третье место бельгийцы уступили олимпийской сборной Бразилии со счётом 0:3.
12 августа 2009 года забил свой первый мяч за сборную в товарищеской игре против Чехии (1:3). 26 июня 2014 года на чемпионате мира в Бразилии забил единственный мяч на 77-й минуте игры против сборной Республики Корея в Сан-Паулу (1:0).
Осенью 2017 года забил по мячу в гостевых квалификационных матчах чемпионата мира 2018 года против Греции (2:1) и Боснии и Герцеговины (4:3).
2 июня 2018 года, ровно через 11 лет после дебюта, провёл свой 100-й матч за сборную Бельгии в игре против португальцев. Вертонген стал первым в истории бельгийским футболистом, сыгравшим 100 матчей за национальную сборную.
2 июля 2018 года в матче 1/8 финала чемпионата мира в России забил на 69-й минуте первый мяч бельгийцев в игре против сборной Японии при счёте 0:2, Бельгия сумела вырвать победу в Ростове-на-Дону со счётом 3:2.

## Личная жизнь
23 января 2007 года у Яна умер отец, Поль Вертонген скончался в возрасте 58 лет от опухоли головного мозга. Поль серьёзно болел более 14 лет, когда Яну было шесть лет, его отец перенёс первый эпилептический припадок.
Свою нынешнюю подругу, Софи де Врис, которая родилась в Амстердаме, Ян повстречал в средней школе в Бейлмере. Она училась в школе искусств и стала театральным режиссёром.

## Достижения

### Командные
«Аякс»
- Чемпион Нидерландов (2): 2010/11, 2011/12
- Вице-чемпион Нидерландов: 2009/10
- Обладатель Кубка Нидерландов: 2009/10

«Тоттенхэм Хотспур»
- Вице-чемпион Англии: 2016/17
- Бронзовый призёр чемпионата Англии: 2015/16
- Финалист Лиги чемпионов: 2018/19

### Личные
- Талант года в «Аяксе»: 2008[20]
- Игрок года в «Аяксе»: 2012[21]
- Футболист года в Нидерландах: 2012
- Символическая команда сезона по версии ПФА (2): 2012/13, 2017/18
- Игрок месяца английской Премьер-лиги: март 2013
- Входит в состав символической сборной Лиги чемпионов УЕФА: 2018/19

## Рекорды
- Рекордсмен сборной Бельгии по количеству сыгранных матчей: 153[22]

## Статистика выступлений

### Клубная карьера
| Клуб              | Сезон            | Чемпионат | Чемпионат | Кубок | Кубок | Кубок лиги | Кубок лиги | Европейские кубки | Европейские кубки | Прочие | Прочие | Итого | Итого |
| Клуб              | Сезон            | Игры      | Голы      | Игры  | Голы  | Игры       | Голы       | Игры              | Голы              | Игры   | Голы   | Игры  | Голы  |
| ----------------- | ---------------- | --------- | --------- | ----- | ----- | ---------- | ---------- | ----------------- | ----------------- | ------ | ------ | ----- | ----- |
| Аякс              | 2006/07          | 3         | 0         | 0     | 0     |            |            | 3                 | 0                 |        |        | 6     | 0     |
| Аякс              | 2007/08          | 31        | 2         | 3     | 0     |            |            | 1                 | 0                 | 2      | 0      | 37    | 2     |
| Аякс              | 2008/09          | 26        | 4         | 2     | 0     |            |            | 7                 | 1                 |        |        | 35    | 5     |
| Аякс              | 2009/10          | 32        | 3         | 7     | 0     |            |            | 10                | 0                 |        |        | 49    | 3     |
| Аякс              | 2010/11          | 32        | 6         | 6     | 1     |            |            | 13                | 1                 |        |        | 51    | 8     |
| Аякс              | 2011/12          | 31        | 8         | 3     | 2     |            |            | 8                 | 0                 |        |        | 42    | 10    |
| Аякс              | Итого            | 155       | 23        | 21    | 3     |            |            | 42                | 2                 | 2      | 0      | 220   | 28    |
| → Валвейк         | 2006/07          | 12        | 3         | 1     | 0     |            |            |                   |                   | 6      | 0      | 19    | 3     |
| → Валвейк         | Итого            | 12        | 3         | 1     | 0     |            |            |                   |                   | 6      | 0      | 19    | 3     |
| Тоттенхэм Хотспур | 2012/13          | 34        | 5         | 1     | 0     | 2          | 1          | 12                | 1                 |        |        | 49    | 7     |
| Тоттенхэм Хотспур | 2013/14          | 23        | 0         | 0     | 0     | 2          | 0          | 8                 | 1                 |        |        | 33    | 1     |
| Тоттенхэм Хотспур | 2014/15          | 32        | 1         | 2     | 0     | 6          | 0          | 7                 | 0                 |        |        | 47    | 1     |
| Тоттенхэм Хотспур | 2015/16          | 29        | 0         | 0     | 0     | 0          | 0          | 4                 | 0                 |        |        | 33    | 0     |
| Тоттенхэм Хотспур | 2016/17          | 33        | 0         | 3     | 0     |            |            | 6                 | 0                 |        |        | 42    | 0     |
| Тоттенхэм Хотспур | 2017/18          | 36        | 0         | 4     | 1     | 1          | 0          | 6                 | 0                 |        |        | 47    | 1     |
| Тоттенхэм Хотспур | 2018/19          | 22        | 1         | 1     | 0     | 1          | 0          | 10                | 1                 |        |        | 34    | 2     |
| Тоттенхэм Хотспур | 2019/20          | 23        | 1         | 4     | 1     | 0          | 0          | 3                 | 0                 |        |        | 30    | 2     |
| Тоттенхэм Хотспур | Итого            | 232       | 8         | 15    | 2     | 12         | 1          | 56                | 3                 |        |        | 315   | 14    |
| Бенфика           | 2020/21          | 28        | 0         | 3     | 0     | 1          | 0          | 9                 | 1                 | 1      | 0      | 42    | 1     |
| Бенфика           | 2021/22          | 28        | 0         | 3     | 0     | 2          | 0          | 13                | 0                 |        |        | 46    | 0     |
| Бенфика           | 2022/23          | 1         | 0         |       |       |            |            |                   |                   |        |        | 1     | 0     |
| Бенфика           | Итого            | 57        | 0         | 6     | 0     | 3          | 0          | 22                | 1                 | 1      | 0      | 89    | 1     |
| Андерлехт         | 2022/23          | 14        | 1         | 1     | 0     |            |            | 5                 | 1                 | 0      | 0      | 20    | 2     |
| Андерлехт         | Итого            | 14        | 1         | 1     | 0     | 0          | 0          | 5                 | 1                 | 0      | 0      | 20    | 2     |
| Всего за карьеру  | Всего за карьеру | 470       | 35        | 44    | 5     | 15         | 1          | 125               | 7                 | 9      | 0      | 663   | 48    |

### Карьера в сборной
| Матчи Вертонгена за сборную Бельгии | Матчи Вертонгена за сборную Бельгии | Матчи Вертонгена за сборную Бельгии | Матчи Вертонгена за сборную Бельгии | Матчи Вертонгена за сборную Бельгии | Матчи Вертонгена за сборную Бельгии |
| Дата                                | Место проведения                    | Соперник                            | Счёт                                | Голы                                | Соревнование                        |
| ----------------------------------- | ----------------------------------- | ----------------------------------- | ----------------------------------- | ----------------------------------- | ----------------------------------- |
| 2 июня 2007                         | Брюссель                            | Португалия                          | 1-2                                 | -                                   | Квалификация Евро 2008              |
| 12 сентября 2007                    | Алмата                              | Казахстан                           | 2-2                                 | -                                   | Квалификация Евро 2008              |
| 17 октября 2007                     | Брюссель                            | Армения                             | 3-0                                 | -                                   | Квалификация Евро 2008              |
| 17 ноября 2007                      | Хожув                               | Польша                              | 2-0                                 | -                                   | Квалификация Евро 2008              |
| 21 ноября 2007                      | Баку                                | Азербайджан                         | 0-1                                 | -                                   | Квалификация Евро 2008              |
| 6 сентября 2008                     | Льеж                                | Эстония                             | 3-2                                 | -                                   | Квалификация ЧМ 2010                |
| 10 сентября 2008                    | Стамбул                             | Турция                              | 1-1                                 | -                                   | Квалификация ЧМ 2010                |
| 11 октября 2008                     | Брюссель                            | Армения                             | 2-0                                 | -                                   | Квалификация ЧМ 2010                |
| 15 октября 2008                     | Брюссель                            | Испания                             | 1-2                                 | -                                   | Квалификация ЧМ 2010                |
| 5 сентября 2009                     | Ла-Корунья                          | Испания                             | 5-0                                 | -                                   | Квалификация ЧМ 2010                |
| 10 октября 2009                     | Брюссель                            | Турция                              | 2-0                                 | -                                   | Квалификация ЧМ 2010                |
| 14 октября 2009                     | Таллин                              | Эстония                             | 0-2                                 | -                                   | Квалификация ЧМ 2010                |